# مؤتمر كاتوفيتس
مؤتمر كاتوفيتس، مؤتمر لجماعات "أحباء صهيون" من مختلف البلدان، عُقد في كاتوفيتس، ألمانيا (حاليًا: كاتوفيتسه، بولندا) في نوفمبر 1884. وقد عُقد المؤتمر لمعالجة الحاجة إلى دولة يهودية ووضع خطة لإنشاء دولة يهودية. وقد اختير الموعد الأصلي للمؤتمر ليتزامن مع الذكرى المئوية لميلاد موشيه مونتيفيوري.
ترأس المؤتمر ليون بينسكر، وحضره 32 شخصًا، منهم 22 من روسيا. وكان أول اجتماع علني للصهاينة، يسبق المؤتمر الصهيوني الأول بثلاثة عشر عامًا.